# Championnats d'Europe de VTT 1998
Navigation
1997 1999
Les championnats d'Europe de VTT 1998 pour le cross-country ont lieu du 22 au 23 août à Aywaille en Belgique. Les championnats sont organisés par l'Union européenne de cyclisme.

## Résultats

### Cross-country
| Épreuve                | Vainqueur          | Deuxième        | Troisième           |
| ---------------------- | ------------------ | --------------- | ------------------- |
| Hommes                 | Christophe Dupouey | Bas van Dooren  | Thomas Frischknecht |
| Hommes                 | 2 h 32 min 36 s    | + 5 s           | + 22 s              |
| Femmes                 | Laurence Leboucher | Gunn-Rita Dahle | Margarita Fullana   |
| Femmes                 | 1 h 44 min 22 s    | + 2 min 57 s    | + 4 min 04 s        |
| Hommes moins de 23 ans | Christoph Sauser   | Roel Paulissen  | Thomas Hochstrasser |
| Hommes moins de 23 ans | 1 h 57 min 06 s    | + 41 s          | + 1 min 40 s        |
| Hommes juniors         | Julien Absalon     | Gustav Larsson  | Tomáš Trunschka     |
| Hommes juniors         | 1 h 34 min 47 s    | + 1 min 12 s    | + 1 min 28 s        |
| Femmes juniors         | Cécile Rode        | Lea Flückiger   | Sandrine Guirronnet |
| Femmes juniors         | ?                  | ?               | ?                   |